# San Bartolomé Coatepec
San Bartolomé Coatepec är en ort i Mexiko, tillhörande kommunen Huixquilucan i delstaten Mexiko. San Bartolomé Coatepec ligger i den centrala delen av landet och tillhör Mexico Citys storstadsområde. Orten hade 5 021 invånare vid folkmätningen 2010.